# Planiplax phoenicura
Planiplax phoenicura is een libellensoort uit de familie van de korenbouten (Libellulidae), onderorde echte libellen (Anisoptera).
De wetenschappelijke naam Planiplax phoenicura is voor het eerst geldig gepubliceerd in 1912 door Ris.